# Canardia
Canardia ("podobný kachně") byl rod býložravého kachnozobého dinosaura, žijícího v období nejpozdnější svrchní křídy (geologický věk maastricht, zhruba před 67,5 až 66 miliony let) na území dnešní jihozápdní Francie (departement Haute-Garonne).

## Historie
Fosilie dinosaura byly objeveny v sedimentech souvrství Marnes d’Auzas v roce 1999, a to vědci z instituce The Musée des Dinosaures d’Espéraza. V roce 2003 pak byly předběžně označeny jako Pararhabdodon sp. Typový druh C. garonnensis byl formálně popsán mezinárodním týmem paleontologů (Albert Prieto-Márquez, Fabio M. Dalla Vecchia, Rodrigo Gaete a Àngel Galobart) v roce 2013.

## Popis

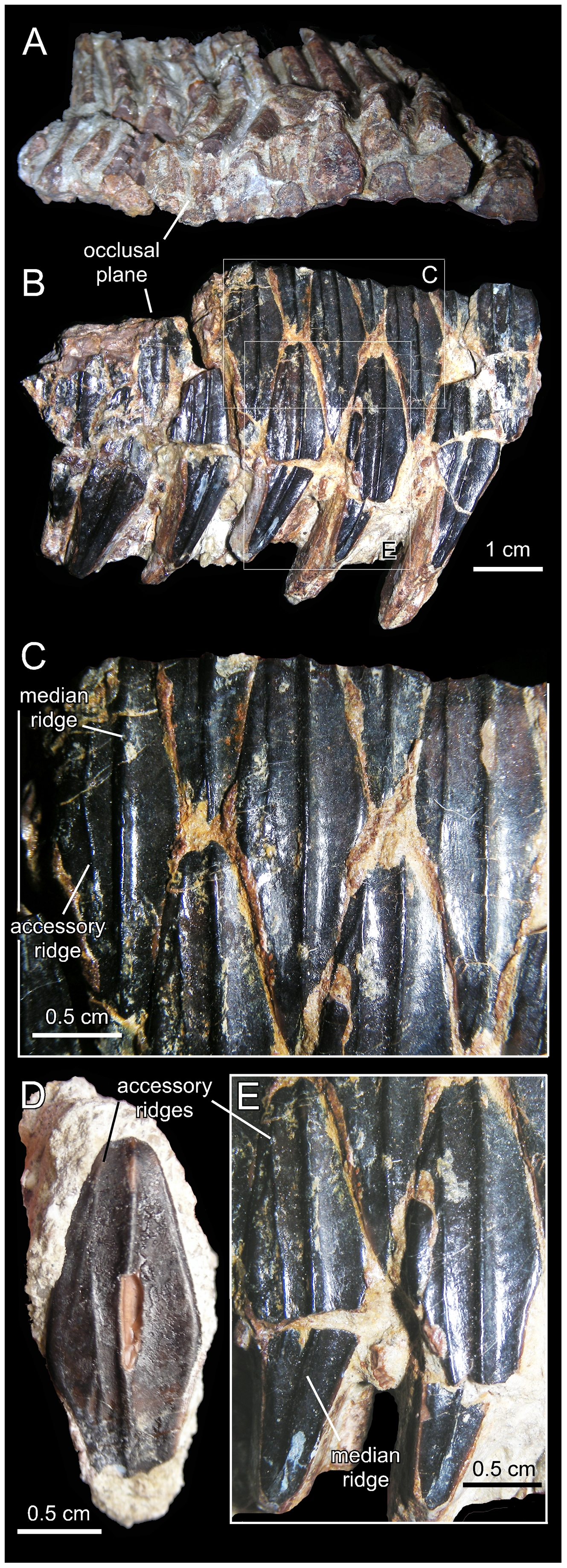
Zubní baterie rodu Canardia.

Canardia byl relativně malý rod stádního býložravého kachnozobého dinosaura, většina dochovaných fosilií navíc pochází od mláďat a nedospělých jedinců (dochovaná lopatka měří například jen 21 cm, kost pažní 19 cm a spodní čelist je dlouhá 16 cm). V rámci svého geologického stáří byl rod Canardia jedním z posledních (nejmladších) známých evropských dinosaurů. Tento dinosaurus dosahoval délky pouze kolem 5 metrů a hmotnosti asi 500 kilogramů. V nejvyšším bodě hřbetu byl vysoký zhruba 1,7 metru.

## Systematické zařazení
Podle provedené fylogenetické analýzy spadá druh C. garonnensis do čeledi Hadrosauridae, podčeledi Lambeosaurinae a tribu Aralosaurini. Ten tvoří spolu s jediným dalším druhem, asijským taxonem Aralosaurus tuberiferus.